# ماريان دو توا
ماريان دو توا (1969-) هي مغامرة ومصورة من جنوب إفريقيا، اشتهرت برحلتها الملحمية على ظهور الخيل وعلى الأقدام من الأرجنتين إلى نيويورك على مدار 21 شهرًا.

## حياتها
بعد تخرجها من جامعة ستيلينبوش عام 1992 بدرجة البكالوريوس في العلوم السياسية وعلم النفس، أمضت ثلاث سنوات في الإستكشاف وركوب الدراجات عبر أوروبا قبل أن تستقر أخيرًا في دبلن، قررت ماريان أن تسير على خطى المغامر السويسري إيمي فيليكس تشيفيلي الذي سافر من عام 1925 إلى عام 1928 من بوينس آيرس إلى واشنطن العاصمة مع اثنين من خيول كريولو، كما قررت استخدام الرحلة للترويج وجمع الأموال لدعم مرافق ركوب الخيل العلاجية في أيرلندا، فقالت (أتذكر أنه منذ أن كان عمري 17 عامًا تقريبًا، كنت أقرأ دائمًا هذه المقالات عن النساء الجريئات المستقلات اللاتي قامن بهذه الرحلات المذهلة، كان هناك دائمًا شيء ما في أعماقي يدفعني إلى هذه الأشياء المغامرة، لقد أحببت الأدرينالين والإثارة)
لم تكن تتحدث الإسبانية ولا تعرف سوى القليل عن الخيول وركوب الخيل، لكنها إنطلقت في مايو 2002 من أيرلندا إلى أمريكا الجنوبية حيث تم شراء اثنين من كريولو (ميس وتوسا) أسمائهم تعني على التوالي أنا وأنت في اللغة الأيرلندية، وبعد ستة أشهر من رحلتها تبين أن توسا تعاني من فقر الدم وكان لا بد من إخمادها، فكرت ماريان في الاعتراف بالهزيمة ومع ذلك، وعلى الرغم من الصعوبات العديدة الأخرى فقد ثابرت وأكملت الرحلة وإنضمت إلى موكب عيد القديس باتريك في شوارع نيويورك في عام 2004 كم أن مغامرات ماريان مذكورة في كتابها (البكاء مع الصراصير).
من خلال دعم جمعية دبلن لمنع القسوة على الحيوانات انقذت ماريان الكلاب الضالة من شوارع دبلن، تعتبر صناعة كبد الأوز وتربية المصانع والاختبار على الحيوانات وتجارة الفراء واستخدام الحيوانات في السيرك من بين القضايا التي اختارت تسليط الضوء عليها.